# Hope Mirrlees
Helen Hope Mirrlees, född 8 april 1887 i Chislehurst, död 1 augusti 1978 i Goring, var en brittisk författare och översättare. Hennes mest kända böcker är det korta diktverket Paris (1920) och fantasyromanen Lud-in-the-mist (1926). 

## Biografi
Hope Mirrlees var dotter till en välbeställd köpman, W.J. Mirrlees, och dennes hustru Emily. Detta gjorde hennes liv ekonomiskt oberoende. Hon hade först ambitioner att bli skådespelare men valde istället att studera ”classics” vid universitetet i Cambridge, ungefär Antikens kultur och samhällsliv. Som lärare hade hon antikkännaren och lingvisten Jane Ellen Harrison (1850–1928). Trots åldersskillnaden blev de två ett par även privat. Tillsammans studerade de ryska i Paris 1915. Mirrlees rörde sig i Bloomsburygruppens yttre krets och blev nära vän med T.S. Eliot.

## Författarskap och översättningar
- Madeleine (1919). – Hope Mirrlees debuterade 1919 som författare med romanen Madeleine. Handlingen är förlagd till 1600-talet och titeln syftar på den franska författaren Madeleine de Scudéry. Virginia Woolf gav romanen en välvillig recension men menade också att den var överlastad och preciös. (de Scudéry var själv präglad av det franska 1600-talets preciösa stil.) I boken finns även anspelningar på förhållandet mellan Mirrlees och Harrison.[7]
- Paris : a poem (1920, på svenska som Paris ett poem 2017). – Virginia och Leonard Woolfs förlag Hogarth Press gav 1920 ut långdikten Paris : a poem. Ramen är ett dygnslångt flanerande genom Paris, en ”imagistisk reseberättelse” med expressionistiska chockeffekter. Verket är influerat av tidens litterära, sociala och psykologiska strömningar. Virginia Woolf fann dikten ”mycket dunkel, oanständig och briljant”.[7][8][9]
- The Counterplot (1924). – Romanen The Counterplot (1924) utspelas i författarens samtid men bokens huvudperson skriver på pjäs med handlingen förlagd till 1300-talets Spanien. Pjäsen för vidare de religiösa teman som också fanns i Madeleine.
- Översättning från ryska: The Life of the Archpriest Avvakum (1924). – Tillsammans med Jane Harrison översatte Hope Mirrlees den ryske prästen Avvakums (cirka 1620–1681) memoarer.
- Översättning från ryska: The book of the bear (1926). – Boken är en samling ryska folksagor som Mirrlees och Harrison översatt eller återberättat på engelska.
- Lud-in-the-mist (1926, på svenska som Dunkelros 2019[10]). – Romanen Lud-in-the-mist (1926) räknas som en smärre klassiker inom fantasygenren. Den skildrar en konflikt mellan det småborgerliga landet Dorimare och dess granne Fairyland – Älvlandet. Sedan århundraden är allt som kan förknippas med Älvlandet tabubelagt i Dorimare. Ändå har sedan länge den magiska älvfrukten i hemlighet smugglats in landet. Den som äter av frukten påverkas på gott och ont, bejakar fantasin eller flyr från verkligheten. Borgmästaren i huvudstaden Lud-in-the-mist, Nathaniel Chanticleer, ser sin son gradvis tappa kontakten med verkligheten och till slut helt försvinna. Borgmästaren beger sig till det förbjudna landet för att försöka rädda sonen. Romanen utmynnar i ett slags försoning eller kompromiss mellan de två livshållningarna; sagovärlden behöver lagar för att inte slå över i grymhet, den borgerliga världen behöver fantasi för att inte fastna i dumhet och inskränkthet. Berättelsen rör sig mellan humor och poetiska infall, mellan det hotfulla och det gripande. Fantasyförfattaren Neil Gaiman har skrivit ett mycket uppskattande förord i senare upplagor av boken och man kan se hur Lud-in-the-mist har influerat Gaimans egen roman Stardust (1998).[11][12][13][14]
- A fly in amber (1962). – Jane Harrison dog 1928 och efter det publicerade Mirrlees inget förrän 1962, då A fly in amber kom ut. Boken är en biografi över den engelske antikvitetssamlaren Robert Bruce Cotton (1571–1631).[7]
- Moods and tensions (efter 1961). – Privat utgiven diktsamling.[7]